# Лупара
 Тази статия е за вида пушка.  За италианското село вижте Лупара (Италия).  
Лупара (на италиански: Lupara) е термин за ловна гладкоцевна пушка с премахнати приклад до пистолетна дръжка и скъсени цеви, с малка обща дължина позволяваща скрито носене под връхна дреха, която се асоциира главно с Коза Ностра, италианската престъпна организация, доминираща в Сицилия. Използвана е при вендети, за отбрана — например срещу армията на Мусолини, когато той решава да разбие сицилианската мафиотска мрежа, а също и за лов.

Това е едно от най-старите огнестрелни оръжия, създадени в Сицилия. Етимологията на думата е от вълк (ит. lupo) и е преднопълнещо късо двуцевно оръжие с черен барут и сачмен заряд за защита на стадата от вълци 
Думата „лупара“ е популяризирана от писателя Марио Пузо в неговия роман-бестселър „Кръстникът“, където това оръжие е често използвано от сицилианската мафия, включително от телохранителите на Майкъл Корлеоне.
Ранен пример за използване на лупара при криминален акт в САЩ е убийството на началника на полицията в Ню Орлиънс, Дейвид Хенеси през октомври 1890 г.